# Śródka (powiat szamotulski)
Śródka – osada leśna w Polsce położona w województwie wielkopolskim, w powiecie szamotulskim, w gminie Pniewy.
W latach 1975–1998 miejscowość należała administracyjnie do województwa poznańskiego.